# Villantime
Villantime (llamada oficialmente San Pedro de Vilantime) es una parroquia española del municipio de Arzúa, en la provincia de La Coruña, Galicia.

## Otras denominaciones
La parroquia también es conocida por el nombre de San Pedro de Villantime.

## Entidades de población
Entidades de población que forman parte de la parroquia:
- Aquel Cabo (Aquelcabo)
- Barros
- Filgueira
- Iglesia (A Igrexa)
- Monte (A Casa do Monte)
- Montelongo
- Pedrosa
- Pela
- Pique (O Pique)
- San Miguel
- Vilasuso
- Volteiro

## Demografía
| Gráfica de evolución demográfica de Villantime entre 2000 y 2023 |
|                                                                  |
| Datos según el nomenclátor publicado por el INE.                 |